# Wereldkampioenschap voetbal 2022 (achtste finale) Nederland - Verenigde Staten
Dit artikel gaat over de wedstrijd in in de achtste finales van het wereldkampioenschap voetbal 2022 tussen Nederlands en de Verenigde Staten die gespeeld werd op zaterdag 3 december 2022 in het Khalifa Internationaal Stadion te Ar Rayyan. Het duel was de eerste wedstrijd van de achtste finales van het toernooi.
Nederland won de wedstrijd met 3–1, dankzij doelpunten van Memphis Depay, Daley Blind en Denzel Dumfries. Voor de VS scoorde Haji Wright. Xavi Simons maakte zijn officiële debuut voor het Nederlands elftal. Hierdoor plaatste Nederland zich voor de kwartfinales van het WK.

## Voorafgaand aan de wedstrijd
- Nederland is de nummer 8 van de wereld en de Verenigde Staten de nummer 16.
- De laatste ontmoeting vond plaats in juni 2015 in Amsterdam. Nederland gaf een 3–1 voorsprong weg: 3–4.
- Nederland en de VS zijn beiden nog ongeslagen op het WK in Qatar.
- Nederland werd groepswinnaar in groep A en de VS tweede in groep B achter Engeland.

## Wedstrijddetails
| Datum                | 3 december 2022                           | 3 december 2022                           |
| Wedstrijdnummer      | 49                                        | 49                                        |
| Stadion              | Khalifa Internationaal Stadion, Ar Rayyan | Khalifa Internationaal Stadion, Ar Rayyan |
| Toeschouwers         | 44.846                                    | 44.846                                    |
| Scheidsrechter       | Wilton Pereira Sampaio                    | Wilton Pereira Sampaio                    |
| Man van de wedstrijd | Denzel Dumfries                           | Denzel Dumfries                           |

| Nederland | 3 – 1        | Verenigde Staten |
| Memphis Depay 10' Daley Blind 45+2' Denzel Dumfries 81' | goals        | 76' Haji Wright |
| Louis van Gaal | bondscoach   | Gregg Berhalter |
| Andries Noppert Denzel Dumfries Jurriën Timber Virgil van Dijk Nathan Aké 90+3' Daley Blind Marten de Roon 46' Davy Klaassen 46' Frenkie de Jong Cody Gakpo 90+3' Memphis Depay 83'                                                        | opstellingen | Matt Turner 75' Sergiño Dest Walker Zimmerman Tim Ream 90+3' Antonee Robinson Yunus Musah Tyler Adams 67' Weston McKennie 67' Timothy Weah 46' Jesús Ferreira Christian Pulisic                                                  |
| Teun Koopmeiners 46' Steven Bergwijn 46' Xavi Simons 83' Matthijs de Ligt 90+3' Wout Weghorst 90+3' Remko Pasveer Justin Bijlow Stefan de Vrij Tyrell Malacia Jeremie Frimpong Steven Berghuis Kenneth Taylor Luuk de Jong Vincent Janssen | wissels      | 46' Giovanni Reyna 67' Haji Wright 67' Brenden Aaronson 75' DeAndre Yedlin 90+2' Jordan Morris Ethan Horvath Sean Johnson Aaron Long Shaq Moore Cameron Carter-Vickers Joe Scally Luca de la Torre Cristian Roldan Kellyn Acosta |
| Teun Koopmeiners 60' Frenkie de Jong 87' | gele kaarten | |
| - Debuut voor Xavi Simons (PSV) voor Nederland. |              | |